# Generalisierung (Methodologie)
Als Generalisierung wird in Logik, Psychologie, Wissenschaftstheorie und empirischer Forschung der Übergang von einer oder mehreren Einzelfall-Aussagen zu einer allgemeinen Aussage bezeichnet. Dabei werden sowohl die in Alltags- und Wissenschaftspraxis auftretenden Heuristiken und Gewohnheiten für einen solchen Übergang untersucht und beschrieben als auch Versuche übernommen, einen solchen Übergang formal korrekt zu (re)konstruieren und zu rechtfertigen. Hier ergeben sich Zusammenhänge zum Induktionsproblem und zur Thematik der Abduktion. Besonderes in der empirischen Sozialforschung kam es im 20. Jahrhundert über die Bedingungen erlaubter Generalisierungen zu einem erbitterten Streit um die Legitimität qualitativer vs. quantitativer Methoden.

## Logik
In der formalen Logik ist die Generalisierung ein wahrheitserhaltender Übergang von einer symbolsprachlichen Aussage oder Aussageform zu einer anderen Aussage, bei der jede Instanz einer Individuenkonstante durch eine mit dem Allquantor gebundene Variable ersetzt wird, z. B. der Übergang von „f(a)“ zu „∀x f(x)“. In verschiedenen prädikatenlogischen Kalkülen sind semantische oder formale Schlussregeln für die Generalisierung definiert, die auch „Beispielelimination“ genannt wird.

## Psychologie
Generalisierung bezeichnet in der Lernpsychologie ein Phänomen, bei dem gelernte Verhaltensweisen auch durch Reizsituationen ausgelöst werden können, die den im Lernprozess gekoppelten Reize bloß ähnlich sind. In der Psychotherapie wird diesem Mechanismus eine große Rolle bei der Entstehung von Angststörungen zugeschrieben. Für den Lerntransfer ist die Generalisierung psychosozialer Prozess wichtig, ohne den die Aufnahme und Übertragung von in einer Lernsituation Gelerntem auf eine Anwendungssituation nicht gelingt.

## Wissenschaftstheorie
Die wiederholte Bewährung von Aussagen aufgrund empirischer Tests ist ein wesentliches Element des wissenschaftlichen Realismus. Generalisierung bezeichnet dabei die Bestätigung empirische Befunde zur gleichen allgemeinen Aussage in verschiedenen Studien. Verschiedene Ergebnisse zum gleichen Untersuchungsgegenstand werden dabei in Metaanalysen zusammengefasst oder es wird versucht, bisherige Ergebnisse durch neue Untersuchungen zu replizieren.
In der Wissenschaftstheorie birgt dies die Schwierigkeit, Bedingungen für gültige oder plausible Generalisierungen angeben zu können und dabei Störungen durch unbeachtete Faktoren nicht zu übersehen, ein zentrales Problem statistischen Ansatzes, vor allem im modernen Empirismus oder im logischen Positivismus. Ohne gelungene Generalisierung sind die angestrebten allgemeinen Aussagen, die als Obersätze einer wissenschaftlichen Erklärung (vgl. HO-Schema der wissenschaftlichen Erklärung) fungieren, allgemein fraglich. Im kritischen Rationalismus wurde daraus sogar die Konsequenz gezogen, dass die allgemeinen Aussagen nur als Arbeitshypothese angenommen werden dürfen und sich der wissenschaftliche Fortschritt durch ihre Falsifizierung ergibt.

## Geistes- und Sozialwissenschaft
Generalisierungen können auf verschiedenen Ebenen vorgenommen werden, und es werden mehrere Grundmodelle unterschieden, die im Alltagswissen und in der Wissenschaft eine Rolle spielen. Generalisierung ist vor allem in einem naturwissenschaftlichen Paradigma entscheidend für die Darstellung von Kausalzusammenhängen, die möglichst allgemeine Gesetze sein sollten. Wissenschaftliche Erklärung besteht hier in der Identifikation von gesetzmäßigen Ursache-Wirkungs-Ketten, die Ceteris paribus unabhängig von Ort und Zeit zutreffen. Relevant ist hier vor allem die Identifikation der Variable des Ausgangszustandes, die den Wert des Endzustandes eines kausalen Prozesses vorherbestimmt.
Dieses deduktiv-nomologische Modell ist im Bereich von Geistes- und Sozialwissenschaften infrage gestellt, da sich die Rahmenbedingungen und Einflussfaktoren schwer bestimmen oder für einen Test kontrollieren lassen, gerade wo absichtsvolles Verhalten und Handeln Gegenstand der Untersuchung ist. Generalisierungen nach dem naturwissenschaftlichen Muster setzten einen Determinismus zwischen mehr oder minder unabhängigen elementaren Ereignissen und Faktoren voraus, die sich im Bereich der Geistes- und Sozialwissenschaften nur unzureichend fixieren lassen. Um dennoch wissenschaftlicher Erklärungen in diesem Bereich aufstellen zu können, erfolgt eine Annäherung über Wahrscheinlichkeiten und nicht zwingend-allgemeine Regeln. Dafür waren Samplingprozeduren, insbesondere Zufallsstichproben, zu Beginn des 20. Jahrhunderts von entscheidender Bedeutung, beispielsweise in der Demographie oder der Wahlforschung.
Dennoch entsprachen z. B. bei makrosozialen Analysen die Gegebenheiten der Untersuchungsgegenstände (soziale Verbünde in der Welt) auch nicht den Bedingungen der Anwendung einer Generalisierung auf der Basis statistischer Methoden. Um über bloße Korrelation hinauszukommen, ist für eine sozialwissenschaftliche Erklärung gerade ein Sinnzusammenhang zu analysieren; um diesen Punkt entsponn sich unter dem Schlagwort Erklären vs. Verstehen eine Grundsatzdebatte. Im Paradigma des Verstehens werden nicht Gesetze, sondern z. B. bestimmte Mechanismen als sich wiederholender Prozesse, die bestimmte Ursachen mit bestimmten Wirkungen verbinden, generalisiert. Die Regeln einer solchen Generalisierung habe nicht kausale, sondern funktionale oder motivationale Erklärungskraft. Relevant ist dieser Ansatz vor allem für Erklärungen in der Geschichtswissenschaft. Erklären heißt hier nicht, einen linearen Zusammenhang zwischen A und B nachzuweisen, sondern dass und wie bestimmte Elemente gemeinsam in den Gegebenheiten an einem bestimmten Ort zu einer bestimmten Zeit zu einem spezifischen Resultat führen.
Verschiedene Formen der Generalisierung kommen im Verlauf einer empirischen Forschung zudem auf verschiedenen Ebenen vor: zuerst bei der Identifikation eines zu erklärenden Falles (Subsumption); dann bei den sachlichen und methodischen Vorannahmen und Entscheidungen (für eine bestimmte Methode oder a-priori-Annahmen) und schließlich nach der Durchführung von Erhebungen und Auswertung beim Schluss von den Ergebnissen auf größere Zusammenhänge.
Bevor von den untersuchten Fällen im Ergebnis auf andere geschlossen wird, kann etwas „Individuelles“ oder „Besonderes“ gar nicht als zu erklärende Abweichung von der solchen erkennbar sein. Das impliziert eine Aussage, die über das unmittelbar beobachtete Geschehen hinausgeht, indem es den Einzelfall mit allgemeinen Erwartungen vergleicht und hier die Besonderheit feststellt.
In jede Untersuchung gehen Generalisierungen in Form von Vorannahmen über den Gegenstand und die bei der Untersuchung verwendeten Methoden ein, im Verlauf der Forschung müssen ständig Zusammenhänge als gegeben vorausgesetzt werden, die deren Gültigkeit und Funktionieren zum Inhalt haben.
Wenn von den Resultaten einer Untersuchung auf etwas Allgemeineres geschlossen wird, lassen sich auch hier verschiedene Formen der Generalisierung unterscheiden. Häufig wird hier zwischen der Generalisierung von ausgewählten Fällen auf eine Population und der analytischen Generalisierung unterschieden. Erstere wird auch empirische oder statistische Generalisierung genannt und beruht meistens auf standardisierten Verfahren. Die theoretische oder analytische Generalisierung ist der Übergang von der Beschreibung der untersuchten Fälle zu einem Zusammenhang von allgemeinerer Bedeutung.